# Chris Mepham
Christopher James Mepham (London, 1997. november 5. –) angol születésű walesi válogatott labdarúgó, a Bournemouth játékosa, de kölcsönben a Sunderland színeiben szerepel.

## Pályafutása

### Klubcsapatokban
2008 és 2012 között a Chelsea akadémiájának volt a tagja. Ezt követően a Watford és a Queens Park Rangers is elutasította. A Brentford megfigyelői viszont felfigyeltek rá és csatlakozott az akadémiához. 2016. február 2-án aláírta a klubbal az első profi szerződését. 2017. január 6-án további két évvel meghosszabbította a szerződését, miután a tartalék csapatban megbízható teljesítményt nyújtott. Másnap be is mutatkozott a felnőttek között Harlee Dean cseréjeként az Eastleigh ellen 5–1-re megnyert kupamérkőzésen. A 2016–2017-es szezon végén a tartalék csapat legjobb játékosának választották meg. 2017 augusztusában Harlee Dean távozását követően felkerült az első csapatba és új ötéves szerződést írt alá. Szeptember 19-én a ligakupában a Norwich City ellen volt először kezdő. 2018. március 30-án első bajnoki gólját szerezte meg a Sheffield United ellen. 2019 januárjában klubrekordot jelentő összegért távozott.
2019. január 22-én a Bournemouth csapata szerződtette. Január 30-án a Chelsea ellen mutatkozott be a klubban és az élvonalban. Augusztus 10-én első gólját szerezte meg a Sheffield United ellen.

### A válogatottban
Többszörös korosztályos válogatott Wales színeiben. 2018 március 22-én Kína elleni mérkőzésen mutatkozott be a felnőtt válogatottban. A 2020-as labdarúgó-Európa-bajnokságon és a 2022-es labdarúgó-világbajnokságon is részt vett.